# Pipizella lyneborgi
Pipizella lyneborgi is een vliegensoort uit de familie van de zweefvliegen (Syrphidae). De wetenschappelijke naam van de soort is voor het eerst geldig gepubliceerd in 1971 door Torp Pedersen.